# جورج بلير (مخرج)
جورج بلير (بالإنجليزية: George Blair)‏ هو منتج أفلام ومخرج أمريكي، ولد في 6 ديسمبر 1905 في الولايات المتحدة، وتوفي في 19 أبريل 1970 في لوس أنجلوس في الولايات المتحدة.

## وصلات خارجية
- جورج بلير على موقع IMDb (الإنجليزية)
- جورج بلير على موقع ألو سيني (الفرنسية)
- جورج بلير على موقع أول موفي (الإنجليزية)
- جورج بلير على موقع قاعدة بيانات الأفلام السويدية (السويدية)
- جورج بلير على موقع قاعدة بيانات الفيلم (الإنجليزية)
- جورج بلير على موقع كينوبويسك (الروسية)